# Slakkenjacht

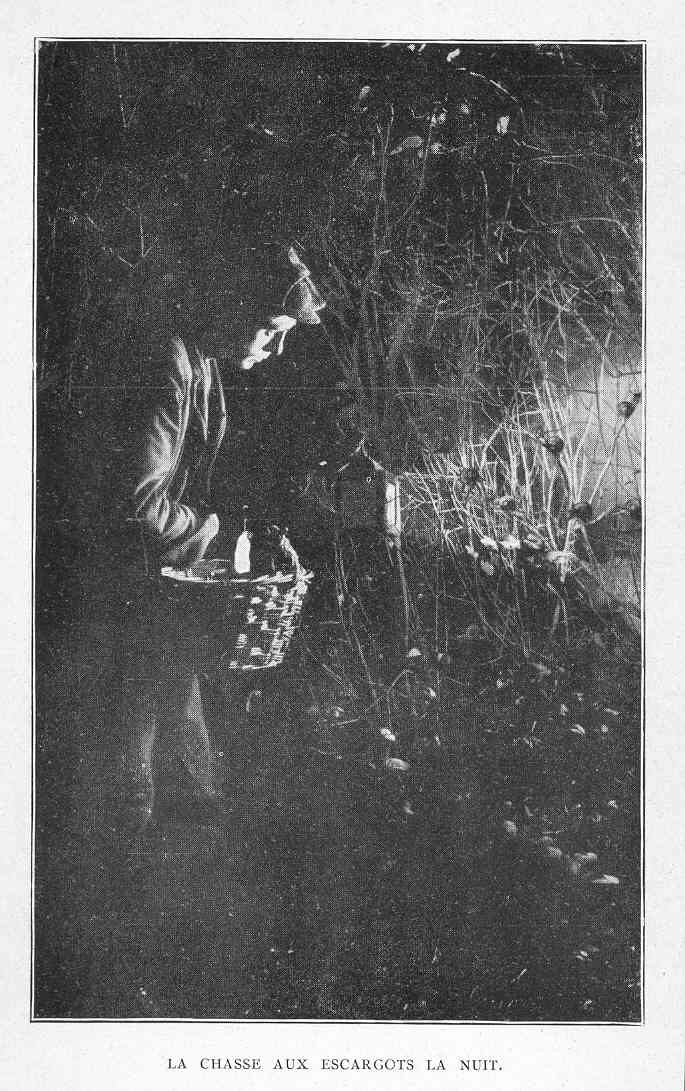
Een jongeman op slakkenjacht rond 1900

Slakkenjacht of slakken verzamelen is het verzamelen van eetbare landslakken in de natuur. De verzamelde slakken worden bereid voor  consumptie. De slakkenjacht is een van de oudste vormen van jacht. Slakkenjacht kan zijn voor commerciele doeleinden en voor persoonlijke consumptie: in bepaalde regio's in Europa is het een verlenging van de traditionele keuken waar de slak nog op het menu staat. In Afrika is de jacht naar Afrikaanse reuzenslakken een manier om in levensonderhoud te voorzien en om aan de benodigde proteïne te komen.
Slakkenjacht is in Europa steeds minder aantrekkelijk door de verminderde natuurlijke voorraad en de regelgeving die bepaalde slakkensoorten, zoals de wijngaardslak, in toenemende mate in bescherming neemt. De jacht wordt dan ook steeds vaker vervangen door slakkenkweek. Het is echter onwaarschijnlijk dat het ooit geheel zal verdwijnen, omdat voor de slakkenkweek alleen de segrijnslak commercieel interessant is.

## Voorwaarden voor de jacht
Slakken zijn nachtdieren die een vochtige omgeving nodig hebben om actief te zijn. Inactief verschuilen zij zich tegen de zon en natuurlijke vijanden, waardoor ze dan moeilijk te vinden zijn. Slakkenjacht is daarom het effectiefst in het voor- en najaar, na een goede regenbui en in de periode van avondschemer tot ochtendgloren. De slakken zijn dan actief en letterlijk voor het oprapen. Voor de jacht gaat men uitgerust met verlichting (hoofdverlichting houdt de handen vrij) en een stijve luchtende mand (bijv. een metalen visfuik) op pad.
In tegenstelling tot paddenstoelen verzamelen kan de jacht op slakken door een willekeurige leek gedaan worden. Alle landslakken zijn in principe eetbaar en een allergie voor slakken, zoals er allergie voor mosselen kan zijn, is tot heden niet gediagnosticeerd. Voorwaarde is wel dat de slakken goed bereid worden voor consumptie.
Een goede jacht is met de jaren moeilijker geworden. Door toenemende verstedelijking en gebruik van landbouwgif is de natuurlijke voorraad aan slakken dermate gedaald dat bepaalde slakkensoorten in bescherming genomen zijn. De jacht zelf kan ook met nevenschade gepaard gaan: de natuur kan zonder tact betreden worden met schade aan flora en fauna tot gevolg. Bovendien zijn de seizoenen die goed voor de jacht zijn, meestal ook de periodes waarin de slakken bevrucht zijn en hun eieren leggen. Hierdoor riskeert het natuurlijke voorraad kleiner te worden.

## Wetgeving
De wetgeving verschilt per land. In het strengste geval - zoals in Frankrijk - wordt commercieel jacht op de wijngaardslak verboden, of wordt een jachtverbod gedurende het paarseizoen opgelegd - zoals in Turkije, hoewel deze regulering door inconsistenties ineffectief is.
In Frankrijk wordt de jager geacht een calibratie-ring (bague escargot of anneau de calibrage) bij zich te dragen. Dat is een ring met de afmeting waar een volwassen slak net niet doorheen past en kan ermee bepaald worden welke slakken te klein zijn om mee te nemen.

## Gezochte slakkensoorten

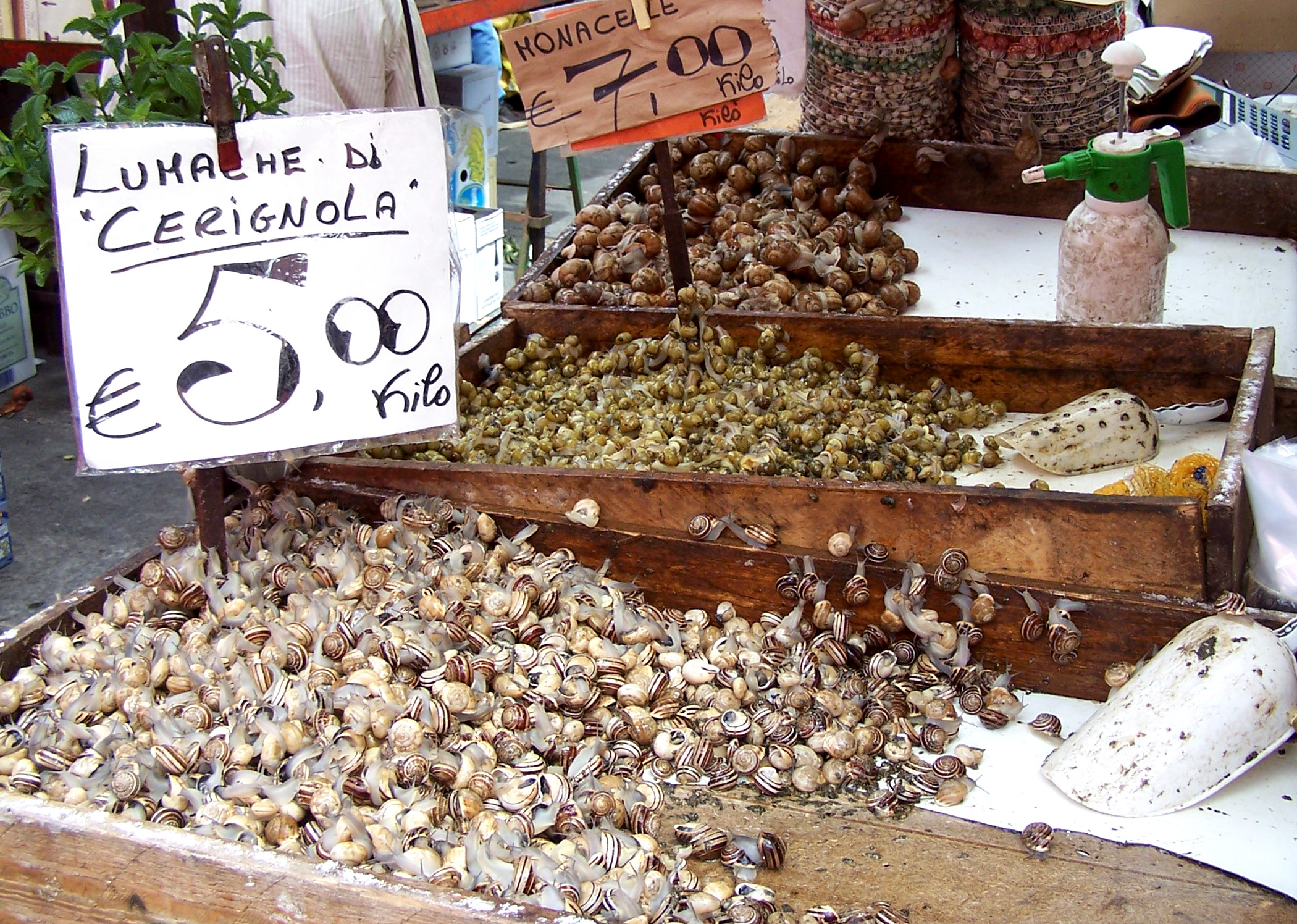
Een marktkraam met slakken in Italië. Van voor naar achteren: Eobania vermiculata, Cantareus apertus, en vermoedelijk Wijngaardslak.

In Mediterrane landen, waar de slak vaak deel uitmaakt van de traditionele keuken, wordt op het platteland nog vaak naar slakken voor de keuken gezocht. Gezochte soorten zijn met name:
- Cantareus apertus, welke zich een groot deel van het jaar tot dertig centimeter onder de grond ingraaft en daardoor het moeilijk te vinden en dus een kostbaar lekkernij is.
- Eobania vermiculata, welke in het bijzonder in Spanje en Marokko met specerijen en in soepen gewaardeerd wordt.
- De wijngaardslak, met name in Frankrijk een van de gewildste slakken.
- De Turkse slak, de grote broer van de wijngaardslak. Hoewel het vlees als minder smakelijk als die van de wijngaardslak beschouwd wordt, is het vooral om zijn grote, sterke en decoratieve huis gewaardeerd.

## Commerciële slakkenjacht
Omdat arbeid in Europa duur is en de oogst relatief marginaal, is het zwaartepunt van commercieel slakkenjacht omstreeks de 21e eeuwwisseling geleidelijk aan verplaatst naar Oost-Europa en Turkije, waar respectievelijk de wijngaardslak en zijn grote broer de Turkse slak wordt verzameld. De verzamelaars zijn meestal dorpelingen die bij de fabriekspoort een prijs per kilo verzamelde slak ontvangen, een extraatje naast hun reguliere werkzaamheden.